# アリアーネ・ファン・オラニエ＝ナッサウ
アリアーネ・ファン・オラニエ＝ナッサウ（Ariane van Oranje-Nassau, 2007年4月10日 - ）は、オランダの王族。全名はアリアーネ・ウィルヘルミナ・マクシマ・イネス（Ariane Wilhelmina Máxima Inés）。オランダ国王ウィレム＝アレクサンダーの三女。

## 略歴
2007年4月10日21時56分、ウィレム・アレクサンダーとその妃であるマクシマ・ソレギエタの間に第3子としてハーグで生まれた。出生時の身長は52cmで、体重は4135gであった。
洗礼は2007年10月20日にハーグで行なわれ、ルクセンブルクのギヨーム大公世子、マクシマ妃の妹のイネス・ソレギエタ、Valeria Delger、Tijo Collot d'Escury、Anton Frilingが代父母となった。洗礼名の「アリアーネ」はラテン語のハドリアン(Hadrian)またはギリシャ語のアリアドネ(Ariadne)からきていると考えられている。またウィレム・アレクサンダーは、二人の姉カタリナ=アマリア王女とアレクシア王女と同じように名前のはじめをAにしたと明かしている。「ウィルヘルミナ」は高祖母のウィルヘルミナ女王に、「マクシマ」は母のマクシマ妃に、「イネス」は叔母で代母のイネス・ソレギエタにそれぞれちなむ。
2002年1月25日に出された勅令により、アリアーネはオランダ王女（Prinses der Nederlanden）およびオラニエ＝ナッサウ公女（prinses van Oranje-Nassau）の称号と殿下（Koninklijke Hoogheid）の敬称を持つ。2013年現在、姉カタリナ＝アマリア、アレクシアに次いでオランダ王位継承権第3位。

## 教育
2011年4月に2人の姉も通うヴァッセナールのBloemcampschoolに入学した。 2019年の夏からハーグのChristelijk Gymnasium Sorghvlietで中等教育を受けている。